# Gran Teatro de Varsovia
El Gran Teatro de Varsovia (en polaco: Teatr Wielki) es un complejo teatral arquitectónico sede de la Ópera Nacional Polaca (compañía fundada en 1776) ubicado en la Plaza del Teatro (Plac Teatralny) de la capital polaca.
Fue inaugurado el 24 de febrero de 1833 con El barbero de Sevilla de Rossini. 

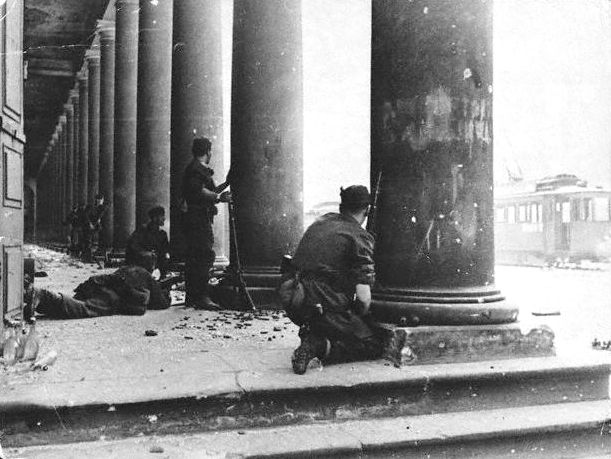
Durante la Batalla de Varsovia.

Prácticamente destruido en la Batalla de Varsovia en 1939 durante la Segunda Guerra Mundial reabrió sus puertas reconstruido el 19 de noviembre de 1965. 
El nuevo teatro tiene dos auditorios y un museo, y acoge la Sala Stanisław Moniuszko para 1841 espectadores. La temporada de opera y ballet se extiende de octubre a junio. La Sala de Cámara Emil Młynarski tiene 248 asientos. El Museo Teatral de Varsovia es el único museo de este tipo de la nación.
En el teatro abierto en 1833 se estrenaron las óperas - como Halka- del padre de la lírica polaca, Stanislaw Moniuszko quien dirigiera la ópera polaca entre 1858 y 1872. Aquí se presentaron óperas de Władysław Żeleński, Ignacy Jan Paderewski, Karol Szymanowski y otros compositores.
Entre 1945 y 1965 la compañía se presentó en diversos escenarios aguardando la reconstrucción y ampliación del teatro bajo los diseños de Bohdan Pniewski. 
Inaugurado en 1965, el monumental complejo hace de la Ópera Nacional Polaca el teatro más grande del mundo.[cita requerida]